# Heterogyna fantsilotra
Heterogyna fantsilotra är en biart som beskrevs av Michael C. Day 1984. Heterogyna fantsilotra ingår i släktet Heterogyna och familjen Heterogynaidae. Inga underarter finns listade i Catalogue of Life.